# ضريح السلطان عبد الصمد
ضريح السلطان عبد الصمد (بالملايوية: Makam Sultan Abdul Samad)‏ هو ضريح ملكي يقع في بوكيت جوكرا في جوكرا، سلاغور في ماليزيا . منذ عام 1886، كان بمثابة المثوى الأخير للعديد من أفراد عائلة سلاغور الملكية.

## المقابر

### السلاطين
- السلطان عبد الصمد (توفي 1898)

### الأمراء والأميرات
- تونكو محروم بنت تونكو ضياء الدين (توفيت 1908)

### أفراد العائلة المالكة
- راجا مودا رجا موسى (توفي 7 يوليو 1884) - راجا مودا (ولي عهد) سلاغور
- راجا تيبة
- راجا منة
- راجا أبو نوسة (توفي عام 1927)
- راجا عرفة (توفي في 26 سبتمبر 1896)
- راجا يعقوب
- راجا مطيع
- رجا نونغ شاه
- راجا محمود
- راجا داود
- راجا عبد القهار
- راجا ألفاح
- تونكو بدار شاه - راجا بندهارا سلاغور (توفي في 30 أكتوبر 1945)